# David Granger (bobbista)
David Granger (New York, 26 gennaio 1903 – New York, 27 settembre 2002) è stato un bobbista statunitense.

## Biografia
Visse in Europa, studiò prima al Phillips Exeter e poi all'università di Yale, durante la seconda guerra mondiale si guadagnò il grado di maggiore.
Ai II Giochi olimpici invernali (edizione disputatasi nel 1928 a Sankt Moritz, Svizzera) vinse la medaglia d'argento nel Bob a 4 con i connazionali Jennison Heaton, Thomas Doe, Lyman Hine e Jay O'Brien partecipando nella prima squadra statunitense, arrivando dietro la seconda statunitense (medaglia d'oro) ma superando la prima tedesca (medaglia di bronzo).
Il tempo totalizzato fu di 3:21,0 con un minimo distacco dalla prima e terza nazionale classificata (3:20,5 e 3:21,9 gli altri tempi medagliati).